# Combatwoundedveteran
A Combatwoundedveteran amerikai hardcore punk/screamo/powerviolence/mathcore/grindcore együttes volt 1996-tól 2003-ig. Tagjai a New York állambeli Ithacából, illetve a Florida állambeli Tampából származnak. Pályafutásuk alatt egy nagylemezt, egy válogatáslemezt és hat EP-t/split lemezt adtak ki (az egyik az Orchid nevű screamo/grindcore zenekarral készült). Lemezeiket több különböző lemezkiadó is megjelentette (No Idea Records, Prank Records, Burrito Records, Break Your Neck Records, Schematics Records. Chris Norris (Steak Mtn.) szerint a Crossed Out, a No Comment és John Zorn Naked City nevű zenekara volt hatással a Combatwoundedveteran zenéjére.

## Tagok
- Dan Ponch - ének, basszusgitár
- Jason Hamacher - dob
- Jeff Howe - basszusgitár
- Chris Norris - gitár, ének
- Dan Radde - gitár, ének
- Mark Muenchinger - dob
- Billy Frank - gitár

## Diszkográfia
- I Know a Girl Who Develops Crime Scene Photos (1999)

## Egyéb kiadványok
Válogatáslemezek
- This is Not an Erect, Red Neon Body (2004)

EP-k, split lemezek
- 11 Song 7" (1993)
- What Flavor is Your Death Squad Leader? (1998)
- Split 6" (Combatwoundedveteran / Orchid, 1999)
- Combatwoundedveteran/Scrotum Grinder split (1999)
- Electric Youth Crew (2002)
- Duck Down for the Torso (2002)